# The Drugs Don't Work
Singles de The Verve
Bitter Sweet Symphony
(1997) Lucky Man
(1997)
Pistes de Urban Hymns
The Rolling People Catching The Butterfly
The Drugs Don't Work est une chanson du groupe britannique de Britpop, The Verve, tirée de leur troisième album, Urban Hymns. Elle est sortie le 1er septembre 1997 en tant que deuxième single de l'album, et fut le seul numéro 1 du groupe au UK Singles Chart, faisant ainsi écho au précédent single, Bitter Sweet Symphony, qui lui fut no 2 au Royaume-Uni.
La chanson a été classée 71e meilleure chanson britannique de tous les temps par XFM en 2010.
The Drugs Don't Work est une suite de Bitter Sweet Symphony.

## Composition
Le chanteur Richard Ashcroft a écrit la chanson début 1995. Il en a brièvement parlé dans une interview à l'époque, disant que la chanson est relative à sa propre consommation de drogues: « Il y a une nouvelle chanson que je viens d'écrire […] je dis dedans que les médicaments ne fonctionnent pas, ils font juste de moi encore pire que ce que je suis. Mais j'en prends toujours pour essayer d'échapper aux drogues, alors que ces mêmes médicaments en deviennent une ».
Ashcroft a également interprété la chanson quand le groupe était en tournée pour A Northern Soul,. La chanson a finalement été enregistrée pour Urban Hymns. Chris Potter, le producteur de l'album, a déclaré plus tard qu'elle était la meilleure chanson et la meilleure interprétation vocale qu'il ait jamais enregistrées.
La chanson a été reprise par Ben Harper, et elle est sortie sur son album Live from Mars. Elle a également été reprise par Angelo Kelly.

## Liste des chansons
- CD1 HUTDG88

1. The Drugs Don't Work
2. Three Steps
3. The Drugs Don't Work (Démo)

- CD2 HUTDX88

1. The Drugs Don't Work
2. Bitter Sweet Symphony (James Lavelle Remix)
3. The Crab
4. Stamped

- Vinyle 12" HUT88

1. The Drugs Don't Work (Radio edit)
2. The Drugs Don't Work (Démo)
3. Three Steps
4. The Crab